# Dalibor Mitrović
Dalibor Mitrović (in serbo Дaлибop Mитpoвић?; Prokuplje, 4 novembre 1977) è un ex calciatore serbo, di ruolo attaccante.

## Carriera

### Club
Ha giocato nella massima serie dei campionati belga, serbo, francese, rumeno e vietnamita.

## Palmarès

### Club

#### Competizioni nazionali
- Coppa del Belgio: 1

Westerlo: 2000-2001